# Saint-Donat
Saint-Donat é uma comuna francesa na região administrativa de Auvérnia-Ródano-Alpes, no departamento Puy-de-Dôme. Estende-se por uma área de 33,4 km². Em 2010 a comuna tinha 207 habitantes (densidade: 6,2 hab./km²).